# みどりと森の運動公園野球場
みどりと森の運動公園野球場（みどりともりのうんどうこうえん やきゅうじょう）は、新潟県新潟市西区のみどりと森の運動公園内に所在する野球場。2011年7月2日に開場した。

## 歴史
2010年当時、新潟市内には硬式野球で使用できる市有の野球場が合計4箇所あった。このうち周辺地域を順次編入合併する2001年以前からのいわゆる「旧市域」内には、中央区の鳥屋野運動公園野球場、西区の新潟市小針野球場の2球場があるが、いずれも1970年以前に竣工したもので老朽化が著しく、改修・補修が行き届いていない上に設備の陳腐化などもあり、その機能が低下しつつある。特に後者の小針野球場は高校野球など県内アマチュア球界において主要大会の開催球場となっていたものの、球場の設備自体が整っていない上に駐車場の収容台数が少なく、更には球場周辺の宅地化が急速に進捗したため、打球の飛び込みや騒音などに対し周辺住民からたびたび苦情が寄せられるなど長年にわたって問題を抱えていた。
一方、小針野球場が所在する新潟市坂井輪地区の南側に隣接していた黒埼町（2001年1月1日に新潟市へ編入合併）では1990年代前半、同町の体育協会が中心となって運動公園の整備を請願する動きが活発化し、1993年には町議会で「黒埼町ファミリー総合運動公園」の建設に関する請願書が採択され、本格的な検討作業に着手した。しかしバブル経済崩壊後の財政難なども影響し、建設構想は長らく具体化に至っていなかった。
こうしたことから新潟市は1990年代後半、黒埼町を編入合併するにあたり、合併協議会において「合併建設計画」を同町と共に策定。建設計画の一つとして、黒埼地区内に運動公園を新規整備する計画が盛り込まれ、園内にはアマチュア野球の公式戦開催に対応した野球場が整備されることになった。合併後、市民対象のアンケートを経て地区内の7地域9箇所から建設予定地を選定した結果、農業用水への負担が少なく、北陸自動車道や新潟県道46号新潟中央環状線、西蒲原広域農道5号線などから至近で道路交通によるアクセスが比較的良い木場・板井地内に決定。2007年に都市計画決定し、2009年7月から建設事業に着工した。
2011年7月2日に公園がオープンするのと同日に、球場開きとしてBCリーグ公式戦・新潟アルビレックス・ベースボール・クラブ対信濃グランセローズ後期1回戦が開催され、乱打戦の末に12-10で信濃が勝利した。新潟はその後も当球場で毎年公式戦を開催している。ポストシーズンゲームのうち、2014年は地区チャンピオンシップ第6戦（相手は群馬ダイヤモンドペガサス）が、2015年は地区チャンピオンシップ第1戦（相手は福島ホープス）とリーグチャンピオンシップ第3戦（相手は福井ミラクルエレファンツ）が、それぞれ実施されている。
また2011年7月中旬の全国高等学校野球選手権新潟大会から、前述の小針野球場に代わって高校野球公式戦の開催球場として使用している。
2024年5月16日に当球場で行われたオイシックス新潟アルビレックス・ベースボール・クラブとオリックス・バファローズ (ファーム)との試合において、グラウンドに強風が吹き荒れたため試合が中断しコールドゲームになる珍事が発生した。

## 施設概要
- 両翼：98m、中堅：122m

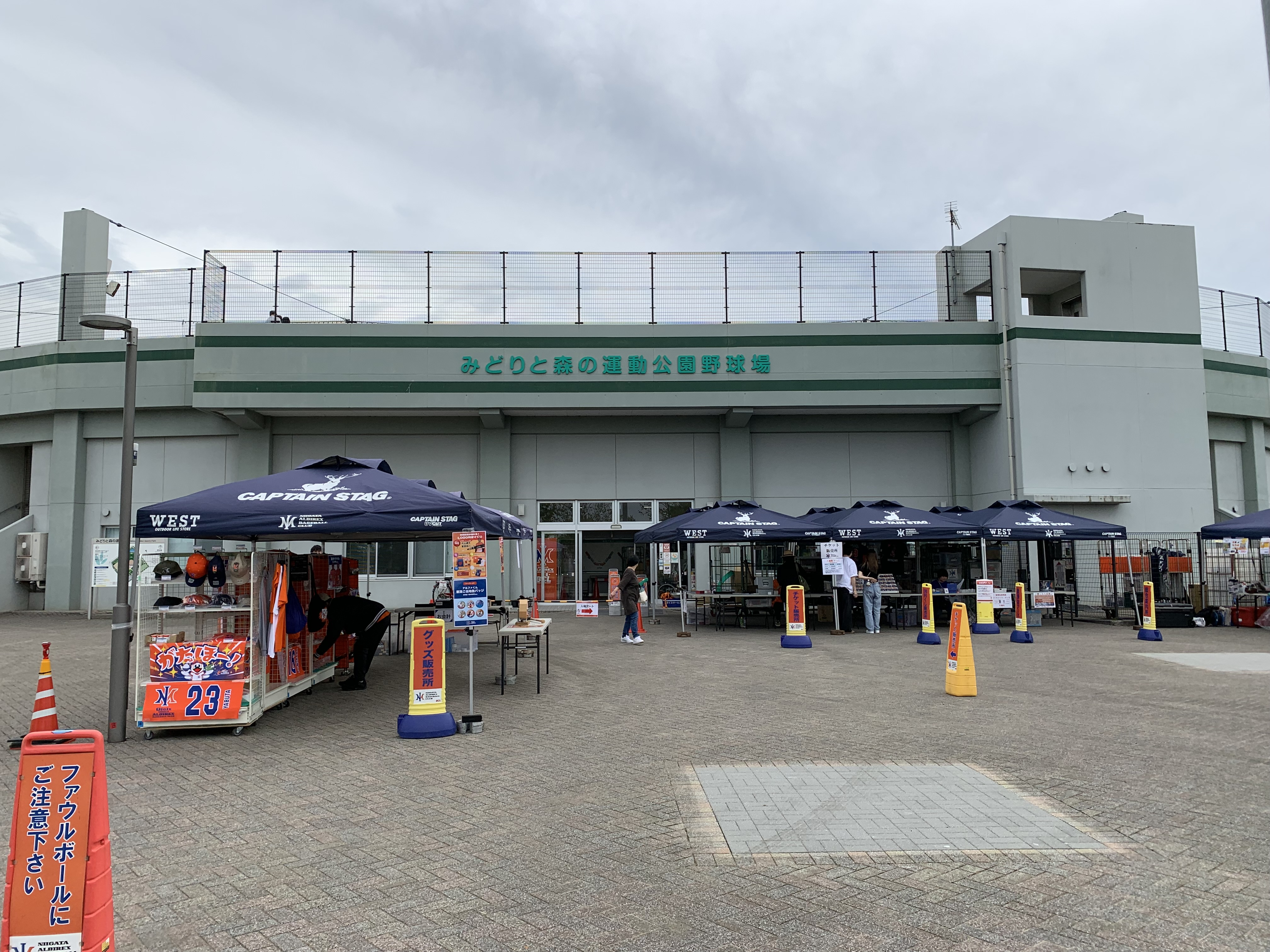
管理棟正面

- 内野：クレー（黒砂混合土）舗装、外野：天然芝
- スコアボード：LED方式
- 収容人数：3,027人（ベンチシート）[6]
- 照明設備：照明塔6基
  - 最大照度：内野500Lx、外野300Lx

## 交通
公共交通
- 新潟交通 W8 味方線 「板井下」バス停より徒歩約10分

自家用車
- 北陸自動車道 黒埼PAスマートICから車で約3分
- 新潟西バイパス 亀貝インターチェンジから車で約20分

## 公園内のその他の施設
- みどりと森の運動公園屋内運動場
- みどりと森の運動公園多目的運動広場